# ماکسول هولت
ماکسول هولت (به انگلیسی: Maxwell Holt) (متولد ۱۲ مارس ۱۹۸۷) والیبالیست آمریکایی، عضو تیم ملی والیبال ایالات متحده آمریکا و باشگاه مودنا والی است. او در سال ۲۰۱۵ به عنوان بهترین مدافع میانی لیگ جهانی انتخاب شد. هولت در المپیک ۲۰۱۶ یکی از ستاره‌های آمریکا بود و موفق شد در انتها به همراه دیگر بازیکنان ایالات متحده به مدال برنز دست یابد.